# Podkraj, Ig
Podkraj je majhen zaselek v Občini Ig. Leži ob glavni cesti Tomišelj - Podpeč - Rakitna, v osrčju Ljubljanskega barja. Ustanovljen je bil leta 2007 iz dela ozemlja naselja Tomišelj. V kraju je znana gostilna s tradicijo, ki ji domačini občine Ig pravijo po domače Pr' Anzeljc. Leta 2015 je imelo 134 prebivalcev.